# Yeon Gaesomun
Yeon Gaesomun (Goguryeo, 603 – Goguryeo, 666) è stato un militare coreano.
In seguito all'assassinio del monarca Yeongnyu, nel 642 prese il potere nel Goguryeo dove regnò fino al 666.
Dopo la morte i suoi tre figli, Yeon Namsaeng, Yeon Namgeon e Yeon Namsan, si contesero la successione del trono.